# Full dominical
El Full dominical és un butlletí que elaboren els bisbats i que s'acostuma a distribuir els diumenges en les celebracions de la missa. Conté els textos bíblics que es llegeixen a la missa, així com un comentari sobre aquests textos i notícies diverses del bisbat.
El Full dominical de Barcelona va ser el primer de l'estat espanyol. Fundat per Mn. Josep Ildefons Gatell el 1891 amb el nom d'Hoja Parroquial de Santa Ana, ha estat elaborat per l'Arquebisbat de Barcelona fins a l'actualitat. Una investigació de Gemma Morató Sendra evidencia que la història del full reflecteix la societat catòlica de cada moment. Durant la guerra civil espanyola deixà d'editar-se, fins al 1939. El 1978 amplià el format i des del 1991 compta amb un llibre d'estil de disseny elaborat per Josep Maria Casasús, Manuel Lamas i Carlos Pérez de Rozas i Arribas. El 2015 canvià el format incorporant el codi QR i la realitat augmentada.